# Sjuhärad

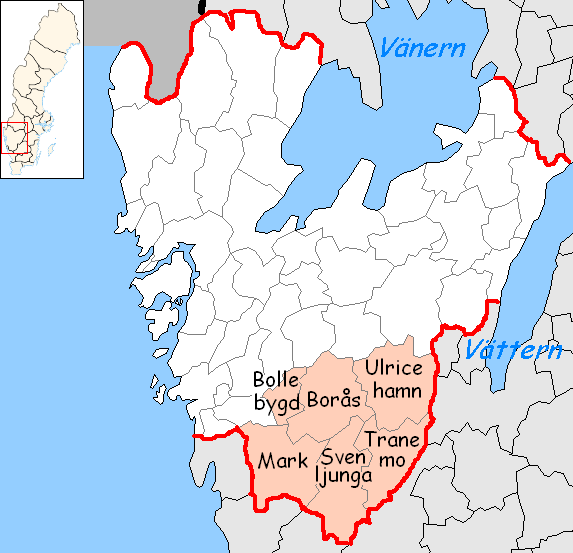
A região de Sjuhärad

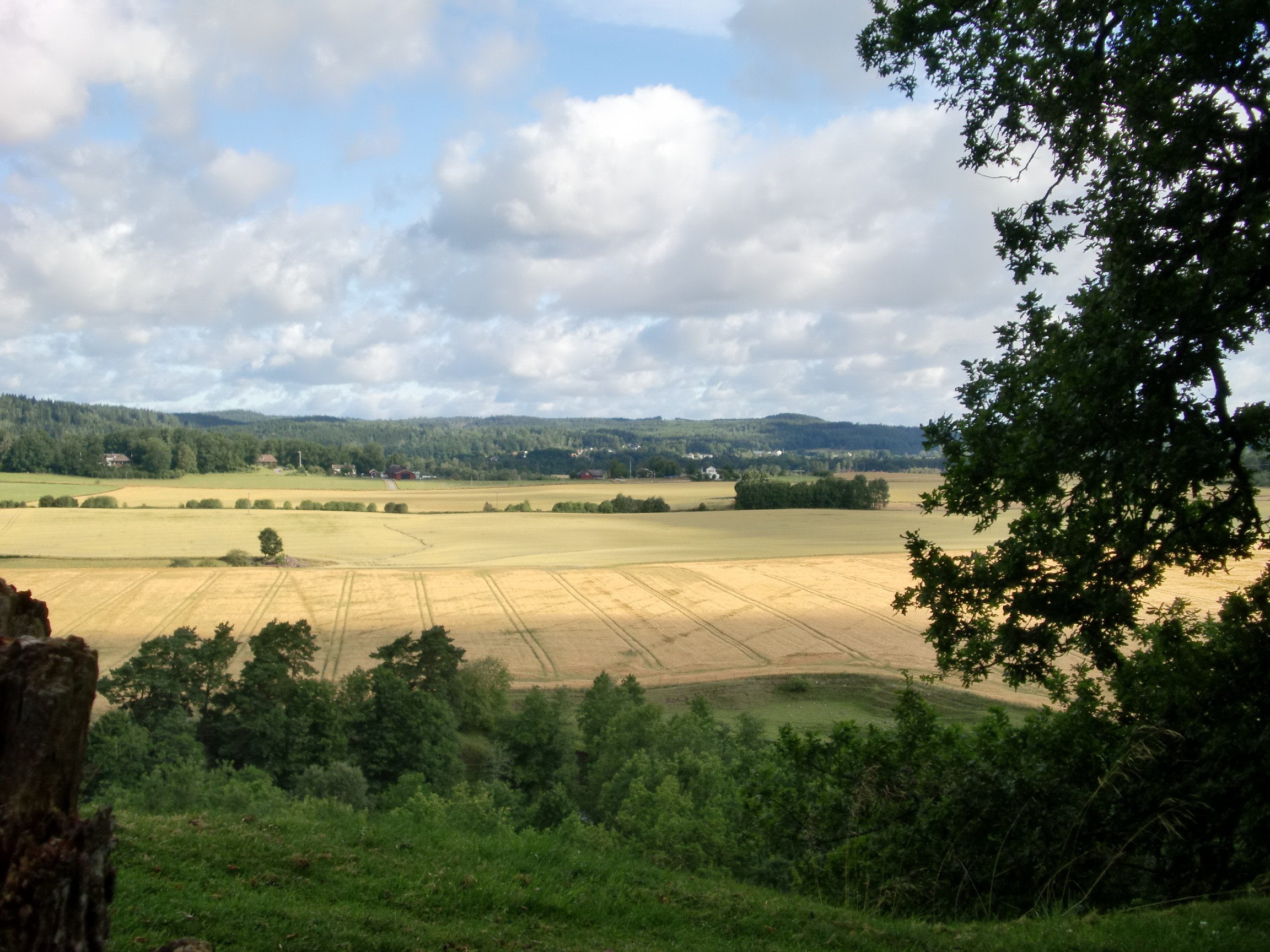
Vista da região de Sjuhärad

A Sjuhärad ou Sjuhäradsbygden (lit. ”a região das sete härads”) é uma região informal do sul da província histórica sueca da Västergötland.

Abrangia inicialmente as härads de Bollebygd, Gäsene, Kind, Mark, Redväg, Veden e Ås, correspondendo aproximadamente às atuais comunas de Bollebygd, Borås, Ulricehamn, Mark, Svenljunga e Tranemo, incluindo as cidades de Borås e Ulricehamn.
O terreno é em geral acidentado, com numerosas florestas e lagos.
Para além da atividade agrícola tradicional, existe desde o século XVI uma enérgica atividade comercial realizada por numerosos vendedores ambulantes (knallar), e a partir do século XIX uma intensa indústria têxtil, que dão à região um importante carácter proto-industrial.

## Etimologia e uso
O topónimo Sjuhärad é composto por sju (sete) e härad ("hæraþ", subdivisão regional antiga, equivalendo grosso modo à comuna atual), significando ”a região das sete härads”.

Embora não tenha significado político, o termo Sjuhärad está presente em variados contextos do dia-a-dia, como por exemplo em Sjuhärads samordningsförbund (orgão de cooperação entre comunas e instituições regionais), Sparbanken Sjuhärad (banco regional) e Sjuhärads El & Energiservice (empresa de serviços da eletricidade e energia).